# Mantispa radialis
Mantispa radialis är en insektsart som först beskrevs av Navás 1929.  Mantispa radialis ingår i släktet Mantispa och familjen fångsländor. Inga underarter finns listade i Catalogue of Life.